# 조르주에티엔 카르티에
제1대 카르티에 준남작 조르주에티엔 카르티에(프랑스어: Sir George-Étienne Cartier, 영어: Sir George-Étienne Cartier, 1st Baronet, 1814년 9월 6일 ~ 1858년 5월 20일)은 캐나다의 변호사이자 정치인으로, 캐나다 이스트의 초대 총리를 지냈다.

## 생애
영국령 캐나다의 일부였던 로어캐나다의 생앙투안쉬르리슐리외에서 태어난 카르티에는 변호사 협회에 가입해 활동하였고, 철도 사업에도 관여해 있던 변호사이자, 기업인이었다. 카르티에는 1837년에 일어났던 로어캐나다 반란의 지도자였던 루이조제프 파피노에게 큰 영감을 얻었고, 그가 이끄는 자유의 아들들(미국에 있었던 동명의 단체와는 관계없다.)에 가입하였다. 그러나 반란이 실패로 돌아가면서 카르티에는 한동안 미국의 버몬트주로 망명해 있었다가, 1839년에서야 로어캐나다로 되돌아 올 수 있었다. 이후, 캐나다 정계에 입문한 카르티에는 1858년에 캐나다 이스트(오늘날의 퀘벡주)의 초대 총리로 등극하여 1862년까지 임기를 수행했다. 이후, 1867년에 영국령 캐나다 연방이 창설되자, 그는 캐나다 웨스트의 초대 총리였던 존 맥도널드와 함께 신생 캐나다 연방의 초대 총리로 인정되었다. 총리로서의 임기를 마친 후에는 영국으로 건너가서 말년을 보냈고, 1873년에 잉글랜드의 런던에 있는 자택에서 사망하였다.